# Хоњковце
Хоњковце (слч. Choňkovce) насељено је мјесто са административним статусом сеоске општине (слч. obec) у округу Собранце, у Кошичком крају, Словачка Република.

## Становништво
| Година:    | 1994. | 2004.   | 2014.    | 2024.   |
| ---------- | ----- | ------- | -------- | ------- |
| Број људи: | 604   | 618     | 550      | 511     |
| Разлика:   |       | +2,31 % | -11,00 % | -7,09 % |

| Година:    | 2023. | 2024.   |
| ---------- | ----- | ------- |
| Број људи: | 497   | 511     |
| Разлика:   |       | +2,81 % |

Према подацима о броју становника из 2024. године насеље је имало 511 становника.